# ميرو بيلان
ميرو بيلان (بالكرواتية: Miro Bilan) مواليد 21 يوليو 1989 في شيبينيك، جمهورية كرواتيا الاشتراكية، هو لاعب كرة سلة كرواتي. بدأ مسيرته الاحترافية في سنة 2006. يلعب مع نادي سيدفيتا لكرة السلة كلاعب وسط. يحمل الرقم 15. يبلغ طوله 7 قدم 0 بوصة (2.1 م). مثّل منتخب بلاده. شارك في دورة الألعاب الأولمبية الصيفية سنة 2016.

## المسيرة الاحترافية
لعب مع نادي شيبينيك لكرة السلة من سنة 2006 إلى 2009، ثم لعب مع نادي زادار لكرة السلة في موسم 2010–2011، ثم لعب مع نادي سيدفيتا لكرة السلة في سنة 2011.

## إحصائيات المسيرة

### الدوري الأوروبي
| السنة   | الفريق                  | لعب | بدأ | دقيقة | ميداني% | ثلاثية | حرة  | ارتداد | صنع | استلاب | تصدي | نقطة | أداء |
| ------- | ----------------------- | --- | --- | ----- | ------- | ------ | ---- | ------ | --- | ------ | ---- | ---- | ---- |
| 2012–13 | نادي سيدفيتا لكرة السلة | 9   | 8   | 19.1  | .596    | .000   | .500 | 6.0    | .3  | .3     | .2   | 8.8  | 11.4 |
| 2014–15 | نادي سيدفيتا لكرة السلة | 10  | 10  | 25.3  | .549    | .000   | .714 | 6.6    | 1.2 | .4     | .0   | 12.5 | 15.4 |
| 2015–16 | نادي سيدفيتا لكرة السلة | 24  | 24  | 25.6  | .554    | .333   | .625 | 6.1    | 2.0 | .7     | .3   | 13.1 | 15.5 |
| المسيرة |                         | 43  | 42  | 24.2  | .561    | .300   | .628 | 6.2    | 1.5 | .5     | .2   | 12.2 | 14.6 |

## روابط خارجية
- ميرو بيلان على موقع الاتحاد الدولي لكرة السلة (الإنجليزية)
- ميرو بيلان على موقع الدوري الأوروبي لكرة السلة (الإنجليزية)
- ميرو بيلان على موقع كرة السلة الأوروبية.كوم (الإنجليزية)
- ميرو بيلان على موقع ريلجم (الإنجليزية)
- ميرو بيلان على موقع بروبوليرز (الإنجليزية)
- ميرو بيلان على موقع سبورتس رفرنس (الإنجليزية)
- ميرو بيلان على موقع أوليمبيديا (الإنجليزية)